# Classe Comandanti
A classe Comandanti de navio-patrulha consiste em quatro unidades operadas pela Marinha italiana, denominadas Nuove Unità Minori Combattenti (NUMC).
Encomendadas oficialmente em abril de 1999. Todos os navios foram construídos pela Fincantieri no estaleiro Riva Trigoso e após o lançamento completaram o equipamento em La Spezia nas fábricas de Muggiano. A superestrutura de um dos navios, sendo feita de material compósito, foi construída pela Intermarine de Sarzana.

## Características
A construção dessas unidades utilizou casco e superestrutura construídos com recursos stealth. O NUMC (classe Comandanti) e Nuove Unità di Pattugliamento d'Altura, NUPA (classe Sirio) compartilham logística, interoperabilidade, recursos do sistema de combate e sistemas integrados de telecomunicações. 
As unidades estão equipadas com equipamentos que lhes permitem realizar diversas atividades, como operações de presença e vigilância em águas internacionais, monitorização, dissuasão, vigilância das fronteiras marítimas e vigilância da Zona Económica Exclusiva para defesa dos interesses nacionais, e intervenção em missões de salvamento, e servir como unidades de apoio logístico para forças destacadas fora do Mediterrâneo.
A propulsão é fornecida por dois motores Diesel Wärtsilä -NSD W18-V-26 XN com uma potência de 6 480 kW que desenvolvem uma velocidade contínua de 25 nós e uma velocidade máxima de 26 nós em dois eixos com duas hélices orientáveis de quatro pás.
Os serviços elétricos a bordo são fornecidos por três geradores / alternadores diesel Isotta Fraschini V1712T2ME de 900 kW cada para um total de 2.700 kW, que fornecem uma fonte de alimentação de 380 V a uma frequência de 50 Hz .
O armamento é composto por um canhão Oto Melara 76/62 mm Super Rapido e duas metralhadoras antiaéreas KBA 25mm/80.
A eletrônica a bordo inclui um radar de descoberta RASS (MM / SPS-791), um radar de navegação GEM SPS-753, o sistema de controle de disparo NA-25 (Dardo F) com radar de disparo RAN-30X / I e radar RTN-25X, o Sistema Integrado de Comunicações Elmer e o Sistema de Comando e Controle Automático da Alenia Marconi Systems para Operações de Combate SADOC- 3. O sistema de guerra eletrônica consiste no conjunto ESM / ECM SLQ-747 .

## Navios
Estas unidades operam em conjunto com o NUMA do COMFORPAT, patrulha do Comando das Forças de Vigilância e Defesa Costeira e têm a sua base operacional em Augusta. Eles atuam como patrulha costeira e controle de tráfego, carga e vigilância no controle de imigração.
| Nome                      | Numero da flâmula | Número do casco | Deitado               | Lançado                 | Concluído             | Comissionado          | Lema                       |
| ------------------------- | ----------------- | --------------- | --------------------- | ----------------------- | --------------------- | --------------------- | -------------------------- |
| Comandante Cigala Fulgosi | P 490             | 6061            | 25 de junho de 1999   | 7 de outubro de 2000    | 31 de julho de 2001   | 31 de janeiro de 2004 | Virtutis Fortuna Comes     |
| Comandante Borsini        | P 491             | 6062            | 21 de julho de 1999   | 17 de fevereiro de 2001 | 3 de dezembro de 2001 | 31 de janeiro de 2004 | Vincit Amor Patria         |
| Comandante Bettica        | P 492             | 6063            | 1 de março de 2000    | 26 de junho de 2001     | 4 de abril de 2002    | 31 de janeiro de 2004 | Con ardire e con tenacia   |
| Comandante Foscari        | P 493             | 6064            | 1 de setembro de 2000 | 24 de novembro de 2000  | 2 de agosto de 2002   | 31 de janeiro de 2004 | idem animus eadem voluntas |
|                           |                   |                 |                       |                         |                       |                       |                            |